# 신민철 (태권도 선수)
신민철(1986년 9월 5일 ~ )은 대한민국의 레드불 후원 태권도 선수이다.

## 경력
- 2000 시드니 올림픽 태권도 홍보 시범
- 2002 미국 이민 100주년 국가대표 태권도 홍보 시범단 선발
- 2005~2008 태권도 시범단 ‘코리안 타이거즈(K-Tigers)’ 주장
- 2008 베이징 올림픽 태권도 시범
- 2012 국기원 태권도 시범단 주장